# Марко Шутало
Марко Шутало (Бачка Топола, 13. април 1983) бивши је босанскохерцеговачко-српски кошаркаш. Играо је на позицији бека.

## Биографија
Кошаркаом је почео да се бави у клубу КК Топола из свог родног града. Период од 2001. до 2009. године провео је на релацији између два новосадска клуба — за КК Нови Сад играо је укупно пет сезона (2002/03. и од 2004. до 2008), док је боје Војводине Србијагас бранио у преостале три (2001/02, 2003/04 и 2008/09).
У вршачки Хемофарм прешао је 2009. године и у њему се задржао три године, бележећи прве наступе у европским такмичењима кроз Еврокуп и квалификације за Евролигу. У јулу 2012. приступио је екипи Широког. У октобру 2013. потписао је уговор са Задром. Од 2014. до 2017. године наступао је у првенству Румуније. Сезону 2014/15. је провео у екипи Питештија, а наредне две је био члан Динама из Букурешта. Две сезоне је провео и у екипи Зрињског, а последњи ангажман је имао у немачком нижелигашу Кобленцу, након чега је завршио играчку каријеру.
Наступао је за репрезентацију Босне и Херцеговине на Европским првенствима 2013. и 2015. године.

## Успеси

### Клупски
- Зрињски:
  - Првенство Босне и Херцеговине (1): 2017/18.